# 8883 Міядзакіхаяо
8883 Міядзакіхаяо (8883 Miyazakihayao) — астероїд головного поясу, відкритий 16 січня 1994 року.
Тіссеранів параметр щодо Юпітера — 3,609.